# Palacz fajki w szynku
Palacz fajki w szynku – rodzajowy obraz olejny na desce dębowej autorstwa anonimowego malarza holenderskiego z XVII wieku. Obraz eksponowany jest w Małej Galerii Pałacu Na Wyspie w Łazienkach Królewskich w Warszawie; właścicielem obrazu jest Muzeum Narodowe w Warszawie.

## Opis
Mężczyzna z zamkniętymi oczami siedzi w ubogim szynku na drewnianej ławce, paląc trzymaną w prawej ręce długą białą fajkę. Zanurzony w myślach palacz ubrany jest w czarny kapelusz przechylony na prawo, czarną koszulę, spodnie i buty oraz białą kryzę i rajtuzy. „Wesołe towarzystwo” po lewej jest tłem dla palacza będącego centralną postacią prostego w przekazie obrazu.